# Live at Jacksonville, 1972
Live at Jacksonville, 1972 – album koncertowy King Crimson, wydany w grudniu 1998 roku nakładem Discipline Global Mobile jako CD. Ukazał się jak nr 2. w serii wydawniczej „The King Crimson Collectors' Club”. 

## Historia albumu
Nagrania na Live at Jacksonville, 1972 pochodzą z tej samej serii występów z początku 1972 roku w Stanach Zjednoczonych, co pierwszy półoficjalny album koncertowy King Crimson, Earthbound – z trasy promującej album Islands. Earthbound, zarejestrowany na magnetofonie kasetowym był początkowo rozprowadzany przez Island Records tylko w Europie, ponieważ Atlantic nie zgodził się na jego wydanie w Stanach Zjednoczonych ze względu na niską jakość dźwięku. Skorygowana wersja ”Sailor's Tale” z tego samego koncertu pojawiła się również na Earthbound. Po zakończeniu trasy, wymuszonej przez menadżerów zespołu z uwagi na zobowiązania kontraktowe, Robert Fripp rozwiązał zespół.

## Lista utworów
Lista i informacje według Discogs:
| 1. | Pictures Of A City (Fripp, Lake, Ian McDonald, Giles, Sinfield)    | 9:47    |
|    |                                                                    |         |
| 2. | Circus (Fripp, Sinfield)                                           | 9:08    |
|    |                                                                    |         |
| 3. | Ladies Of The Road (Fripp, Sinfield)                               | 6:39    |
|    |                                                                    |         |
| 4. | Formentera Lady (Fripp, Sinfield)                                  | 10:21   |
|    |                                                                    |         |
| 5. | The Sailor's Tale (Fripp)                                          | 14:06   |
|    |                                                                    |         |
| 6. | 21st Century Schizoid Man (Fripp, Lake, McDonald, Giles, Sinfield) | 10:25   |
|    |                                                                    |         |
|    |                                                                    | 1:00:26 |
|    |                                                                    |         |

## Muzycy
- Robert Fripp – gitara
- Mel Collins – saksofon, flet, melotron,
- Boz Burrell – gitara basowa, główny wokal
- Ian Wallace – perkusja, chórki

## Produkcja
- produkcja – David Singleton, Robert Fripp

Do albumu dołączono 24-stronicową książeczkę z notatkami, zawierającą esej Frippa – „Notes From the Guitar Stool”, fragmenty jego pamiętnika oraz rzadkie zdjęcia zespołu. 

## Odbiór

### Opinie krytyków
| Recenzje      | Recenzje |
| Publikacja    | Ocena    |
| ------------- | -------- |
| AllMusic      | [ 2 ]    |
| Prog Archives | 3.21/5.0 |
| RYM           | 3.56/5   |
| Sputnikmusic  | 2.8/5    |
| Teraz Rock    | [ 8 ]    |

Lindsay Planer z AllMusic jest zdania, iż „to wcielenie King Crimson jest prawdopodobnie bardziej agresywne muzycznie, a także znacznie bardziej zorientowane na jazz niż jego poprzednie składy”. Utwory 'Sailor's Tale' i '21st Century Schizoid Man' autor określa „szczytem improwizacyjnego zawodzenia”. Do pozytywów albumu zalicza też „znamienne włączenie [do niego] rzadko wykonywanych utworów, takich jak 'Cirkus' i 'Formentera Lady'.”.
Jordan Babula z magazynu Teraz Rock zauważa, że choć jakość nagrania jest słaba, to King Crimson „zagrał fantastycznie, z niesamowitą mocą i nerwem” a każdy z muzyków „daje z siebie wszystko” (podając jako przykład pierwszy i ostatni utwór albumu oraz solówkę perkusyjną w przedostatnim). 
Według zespołu redakcyjnego PopMatters „Collins jest tu w doskonałej formie” natomiast Robert Fripp „przyjmuje niezwykle powściągliwą rolę z tyłu, tutaj często słyszy się go zapewniającego melotronowy podkład dla solówek Collinsa”. Choć album ma słabsze fragmenty, to „końcowa wersja '21st Century Schizoid Man' jest jednak bardzo dobra (zawiera mocną solówkę Frippa, a także interesujące i dynamiczne potraktowanie przez Collinsa utworu), a pod względem dźwiękowym ta płyta jest całkiem zadowalająca, znacznie lepsza niż pierwsza płyta klubowa”.